# Mantel (Oberpfalz)
Mantel er en købstad (markt) i Landkreis Neustadt an der Waldnaab i Regierungsbezirk Oberpfalz i den tyske delstat Bayern.

## Geografi
Mantel ligger omkring 10 kilometer vest for Weiden og består ud over Mantel af landsbyerne Rupprechtsreuth og Steinfels samt bebyggelserne Kellerhaus, Turnhallesiedlung, Kellerhaus og Rupprechtsreuther Mühle.
Mantel ligger ved statsvej 2166 fra Weiden til Freihung og ved floden Haidenaab.